# 필리핀 마약 전쟁
필리핀 마약 전쟁은 필리핀 정부의 로드리고 두테르테 대통령이 마약을 상대로 벌이는 약물 정책을 일컫는 용어이다. 2016년 7월 1일부터 선포되어 지금까지 이어지고 있다.

## 같이 보기
- 멕시코 마약 전쟁